# Партений II Охридски
Партений е православен духовник, охридски архиепископ около 1677-1682 година.
Сведенията за архиепископ Партений II са оскъдни. Известно е, че роден в Корча. Избран е за охридски архиепископ през 1677 година. На престола е и на 15 октомври 1679 година и през юни 1682 година. През юни 1683 година вече е в оставка. Като охридски архиепископ е и наместник на Корчанската катедра.